# انتخابات سراسری بولیوی (۲۰۱۹)
انتخابات سراسری بولیوی (انگلیسی: 2019 Bolivian general election) در ۲۰ اکتبر ۲۰۱۹ برگزار شد. رای‌دهندگان در این انتخابات ۱۳۰ عضو مجلس نمایندگان بولیوی و ۳۶ سناتور این کشور را انتخاب کرده و همچنین به رئیس‌جمهور و معاون رئیس‌جمهور رای دادند.
بدنبال اختلاف نظری که درخصوص شفافیت نتایج توسط دیوان عالی اعلام شد، رئیس‌جمهور فعلی اوو مورالس پیروزی خود را در دور اول با آرا ۴۷٫۰۷٪ و کسب بیش از ده امتیاز اعلام کرد. این میزان رای برای انتخاب مجدد مورالس بدون رأی‌گیری دور دوم، کافی بود.

## اعتراضات
از ۲۱ اکتبر ۲۰۱۹ اعتراضات در بولیوی از سر گرفته شد. این اعتراضات در واکنش به ادعای تقلب در نتایج انتخابات است که اوو مورالس، رئیس‌جمهوری کنونی این کشور را پیروز انتخابات نشان می‌دهد، به خشونت کشیده شده‌است. طی آن معترضان به خیابان‌ها ریخته و تعدادی از ساختمان‌های دولتی را به آتش کشیده‌اند.